# Бувайлик Галій Юхимович
Галій Юхимович Бувайлик (26 листопада 1921, Київ — 18 травня 1984, Київ) — український правознавець, дипломат. Доктор юридичних наук (1983). Лауреат Премії імені. Д. Манільського АН УРСР (1979). Учасник Другої світової війни.

## Життєпис
Народився 26 листопада 1921 року в Києві. У 1950 році закінчив факультет міжнародних відносин Київського державного університету імені Тараса Шевченка.
З 1953 року — 2-й секретар МЗС Української РСР.
З 1955 року — 1-й секретар МЗС Української РСР.
З 1962 року — радник МЗС Української РСР.
З 1971 року старший науковий співробітник відділу міжнародного права і порівняльного правознавства Інституту держави і права АН УРСР. Досліджував питання правового регулювання міжнародних економічних відносин, зовнішньоекономічних зв'язків СРСР, соціалістичної економічної інтеграції, розвитку міжнародної співпраці та міжнародного права.

## Автор наукових праць
- У боротьбі за ліквідацію колоніалізму. 1974 (співавт.);
- Правове регулювання міжнародних економічних відносин. 1977[3];
- Програма боротьби за мир і свободу народів. 1980 (співавт.);
- Загальновизнані норми в сучасному міжнародному праві. 1984 (співавт.)[4];